# Gigi Gryce
Gigi Gryce, geboren als George General Grice, Jr., later genaamd Basheer Qusim (Pensacola, 28 november 1925 - aldaar, 14 of 17 maart 1983) was een Amerikaanse hardbop-altsaxofonist, bandleider, componist en arrangeur. Ook speelde hij fluit en klarinet. Gedurende zijn korte carrière schreef hij onder meer de jazzstandard "Minority".

## Biografie
Gryce studeerde vanaf ongeveer 1947 tot 1952 klassieke compositie aan het Boston Conservatorium. In die periode hield hij zich echter ook bezig met jazz: hij arrangeerde voor bijvoorbeeld Sabby Lewis en speelde met Thelonious Monk en Howard McGhee. Na zijn studie ging hij met een Fulbright-beurs naar Parijs om te studeren bij Arthur Honegger en Nadia Boulanger. In 1953 nam hij deel aan de legendarische tournee van Lionel Hampton in Europa (met onder meer trompettist Art Farmer) en maakte hij opnames met de jong gestorven trompettist Clifford Brown. Ook nam hij in 1953 op met drummer Max Roach, Howard McGhee en Lou Donaldson. In 1954 nam hij op met Art Blakey en zijn Jazz Messengers en in 1955 met onder meer de zangeres Betty Carter en Thad Jones. In 1955 maakte hij ook twee albums met Art Farmer, waarvoor hij de meeste composities leverde, en nam hij met een bigband zes nummers op die later zouden verschijnen op het veelgeprezen album "Nica's Tempo" (1960).
In de periode tot 1957 werkte hij als speler, componisten arrangeur voor Oscar Pettiford en in 1957 richtte hij de groep Jazz Lab Quintet op. Van deze groep, met onder meer trompettist Donald Byrd, kwamen verschillende platen uit. Hij speelde opnieuw met Thelonious Monk (hij deed dat al eerder, zoals in diens kwartet in 1955) en nam met bijvoorbeeld Dizzy Gillespie en Lee Morgan op. In 1959 arrangeerde hij voor drummer Buddy Rich en Jimmy Cleveland. In 1960 en 1961 nam hij nog verschillende, vaak bluesy albums op, maar daarna trok hij zich terug uit de jazz, onder meer vanwege persoonlijke problemen en zakelijk ongenoegen over de handel en wandel in de platenindustrie. Hij gebruikte niet langer de naam Gigi Gryce, maar ging verder als Basheer Qasim, een naam die hij had aangenomen toen hij zich, waarschijnlijk in zijn Parijse tijd, tot moslim had bekeerd. Hij ging werken als een muziekleraar; een van de scholen waar hij les gaf werd later naar hem vernoemd. In 1983 overleed hij aan de gevolgen van een hartaanval terwijl hij in zijn geboorteplaats verbleef.
Gryce componeerde onder meer "Minority", "Social Call" en "Nica's Tempo". Sommige composities dragen de naam van Lee Sears, zijn eerste vrouw.

## Discografie (selectie)
- When Farmer Met Grye, Prestige, 1955 (Original Jazz Classics), 1994)
- Evening in Casablanca, Prestige, 1955 (Original Jazz Classics, 1992)
- Gigi Gryce and the Jazz Lab Quintet, Prestige, 1957 (Original Jazz Classics 1991)
- At Newport (drie nummers door Gigi Gryce met Jazz Lab Quintet, drie door Cecil Taylor Quartet), Verve, 2002
- Modern Jazz Perspective, Columbia, 1958
- Sayin' Something, 1960 (Original Jazz Classics, 1995)
- Nica's Tempo, Savoy Jazz, 1960
- The Rat Race Blues, Prestige, 1960 (Original Jazz Classics, 1991)
- The Hap'nin's, 1961 (Original Jazz Classics, 1995)
- Reminiscin' Gigi Gryce Orch-Tette, Mercury, 1961
- Doin' the Gigi, (onuitgegeven opnames 1957-1961), Uptown Records, 2011

met Lionel Hampton:
- Oh, Rock! Live, 1953 (Natasha, 1993)
- Radio Days, vol. 17: Mustermesse Basel 1953, TCB Music, 2007

met Clifford Brown:
- Memorial Album, Blue Note, 1953

met Thelonious Monk:
- Monk's Music, Riverside, 1957